# Abdul Hamid II
Abdul-Hamid II, detto il Grande Khan (Ulu Hakan) (in turco ottomano:  عبد الحميد ثانی `Abd ül-Ḥamīd-i sânî, in turco: İkinci Abdülhamid; Palazzo di Topkapı, 21 settembre 1842 – Palazzo di Beylerbeyi, 10 febbraio 1918), è stato il 34º sultano dell'Impero ottomano, dal 31 agosto 1876 al 27 aprile 1909, quando, a causa della sollevazione militare dei Giovani Turchi, gli subentrò il fratello Mehmet V.
Egli visse il periodo di declino della potenza dell'Impero ottomano, ma durante il suo periodo di regno fu il principale responsabile degli ammodernamenti che consentirono all'impero di progredire, esercitando ancora un forte controllo sui suoi affari interni. Tra i cambiamenti si ricordano la razionalizzazione della burocrazia, l'ambizioso progetto della Ferrovia del Ḥijāz, la creazione di un sistema moderno di codici di leggi (1896), la fondazione di un censimento su sistemi moderni, un sistema per la registrazione ed il controllo della stampa, la sistemazione dei salari degli ufficiali (1880), la prima moderna scuola di legge (1898).
Il Sultano fu anche proprietario del mitico diamante Hope, il diamante maledetto, che ricevette in dono un anno prima di essere destituito dal fratello.

## Biografia

### I primi anni

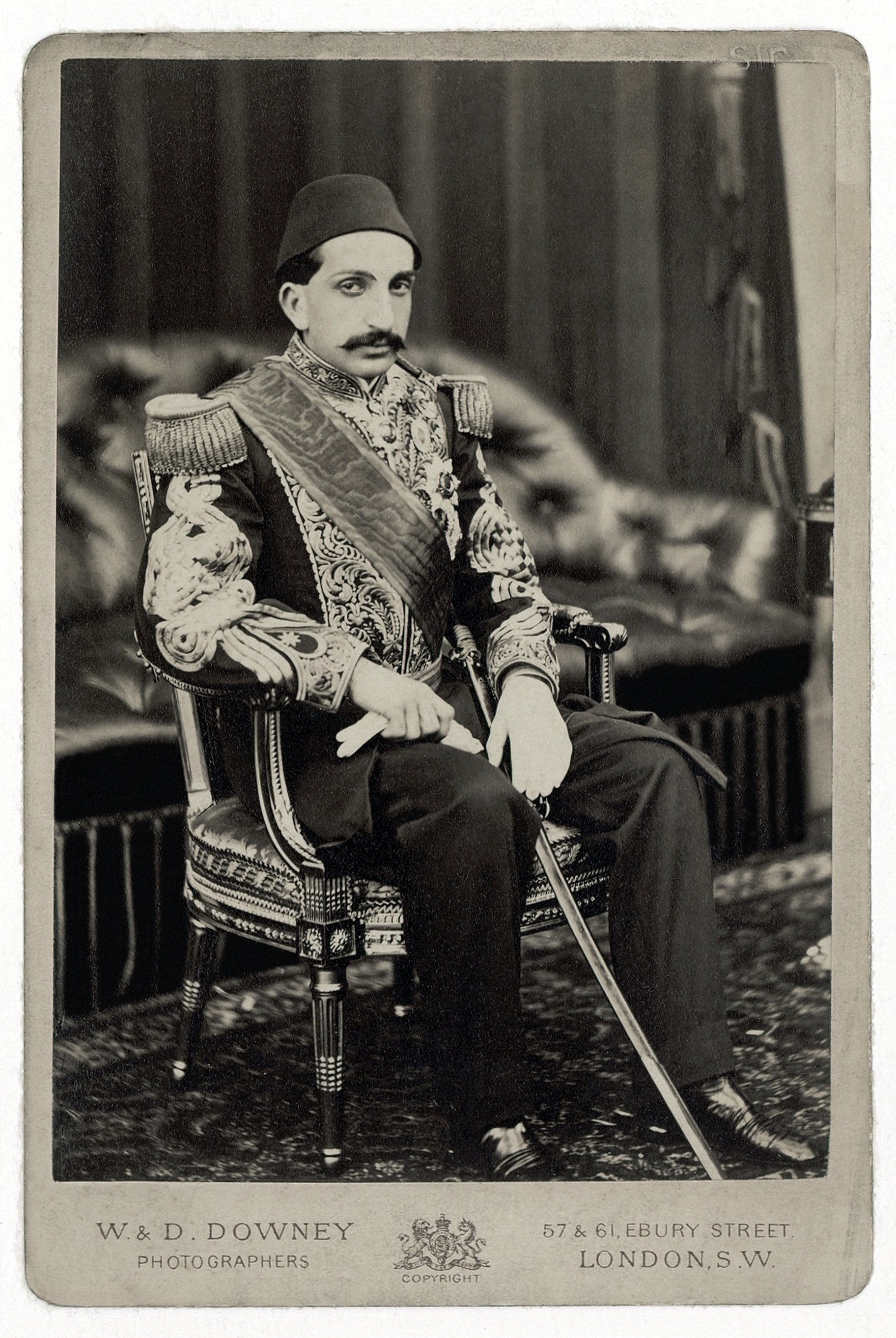
Il principe ereditario Abdül Hamid in un ritratto fotografico del 1867 eseguito presso il Castello di Balmoral, in Scozia, ospite della Regina Vittoria.

Abdul Hamid era figlio del sultano Abdülmecid I e della sua consorte Tirimüjgan Kadin. Nacque al Palazzo di Topkapı, e, dopo la morte di sua madre, venne adottato da un'altra consorte paterna, Rahime Perestu Kadin.
Sin dalla gioventù, la sua propensione ai lavori manuali lo aveva portato a fabbricare personalmente molti mobili ed oggetti intagliati nel legno che ancora oggi possono essere ammirati nel Palazzo di Yıldız e nel Palazzo di Beylerbeyi di Istanbul. Abdul era inoltre un grande appassionato di opera e personalmente egli trascrisse le prime versioni in turco di molte opere classiche. Egli compose anche molti pezzi d'opera per i Mızıka-ı Hümayun che egli fondò, ospitandoli nel teatro del Palazzo di Yıldız. A differenza di molti altri sultani ottomani, Abdül Hamid ancora principe ereditario viaggiò in paesi molto distanti dalla Turchia. Nove anni prima della sua ascesa al trono, ad esempio, egli accompagnò il sultano Abdülaziz in una sua visita in Austria, Francia e Regno Unito nel 1867.

### Il regno
Abdul Hamid salì al trono allorché fu destituito suo fratello Murad V, il 31 agosto del 1876.
Fu l'ultimo sultano ottomano con poteri assoluti e colui che ritardò di alcuni decenni la modernizzazione della Turchia, con i suoi metodi autoritari e talvolta spietati nei rapporti con i separatisti, e con le sue manovre diplomatiche che tentarono di trarre vantaggio dai conflitti tra le potenze europee.
Era conosciuto col nome di Ulu Hakan (Divino Khan) dai suoi sostenitori e come il Sultano Rosso dai suoi oppositori, come i Giovani Turchi e i loro simpatizzanti

#### La Prima Era Costituzionale, 1876–1877

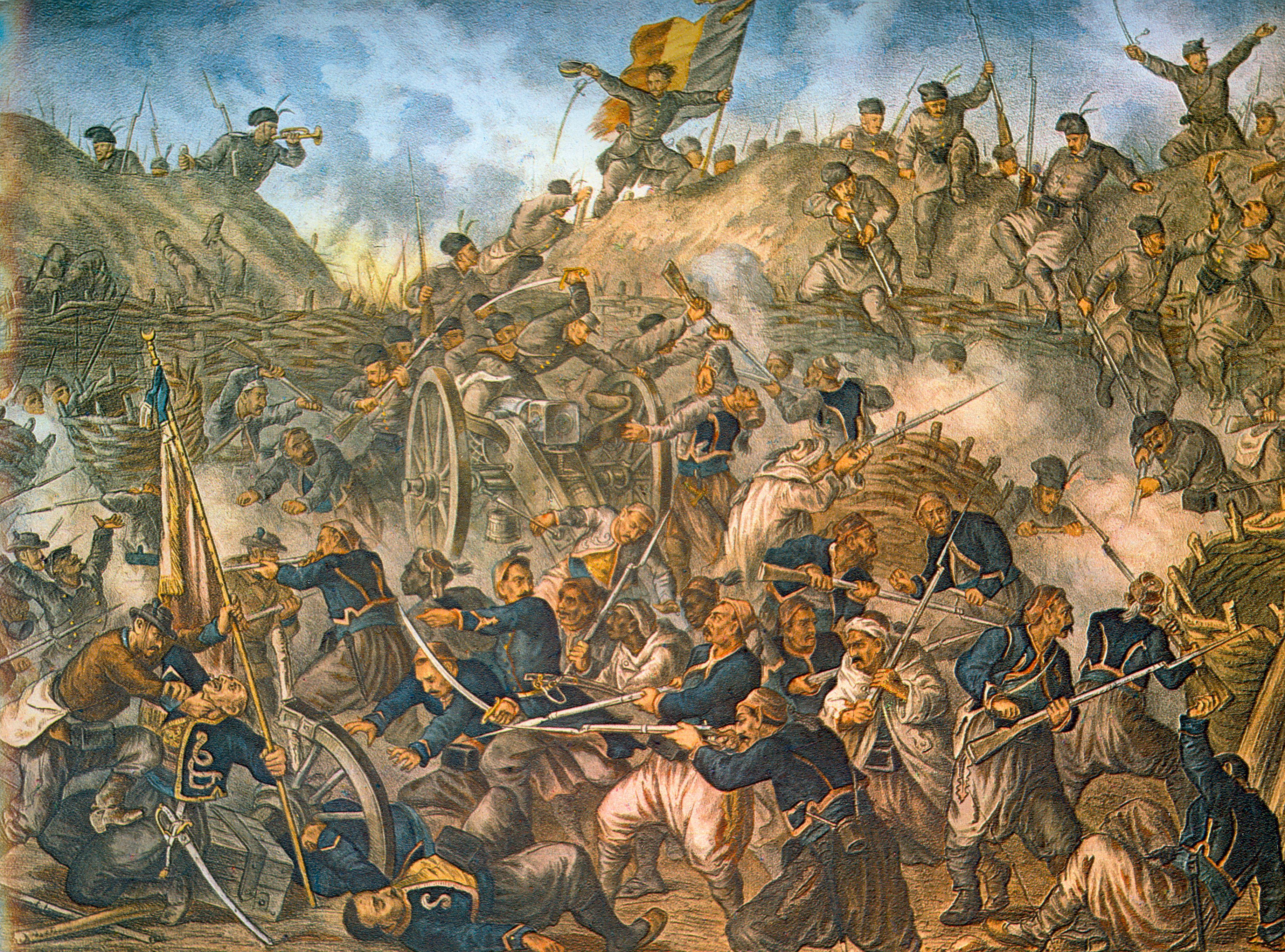
Truppe ottomane durante l'Assedio di Plevna (1877).

Nel corso del suo discorso per l'ascesa al trono, Abdul Hamid II non diede chiare indicazioni circa gli obbiettivi prossimi del suo regno, ma egli lavorò coi Giovani Turchi per apportare alcuni cambiamenti costituzionali al sistema governativo. La nuova forma di governo, nel suo spazio teoretico, l'avrebbe aiutato a realizzare una transazione liberale del proprio regno, ma in stile islamico, che avrebbe portato ad un'imitazione si delle norme occidentali pur mantenendo un carattere legato alla religione islamica che costituiva essa stessa un cardine fondamentale per i sultani e il sudditi ottomani.
Il 23 dicembre 1876, sulla scorta delle insurrezioni in Bosnia ed Erzegovina, la guerra con Serbia e Montenegro nonché per via della ribellione bulgara, egli si risolse a dichiarare una costituzione per l'impero e la creazione di un parlamento.
La conferenza internazionale tenutasi a Istanbul che si tenne sul finire del 1876 fu la causa della promulgazione della costituzione, ma le potenze europee si rifiutarono di credere che essa avrebbe avuto un ruolo impattante sullo scenario ottomano.
La Russia mantenne infatti la propria mobilitazione alla guerra e la flotta britannica si appressò al Mar di Marmara. Il Sultano a questo punto sospese (ma non abolì) la costituzione e Mithat Pascià, il suo autore materiale, venne esiliato poco dopo. Già dal 1877 l'Impero ottomano riprese la guerra con l'impero russo.

#### La disintegrazione dell'impero

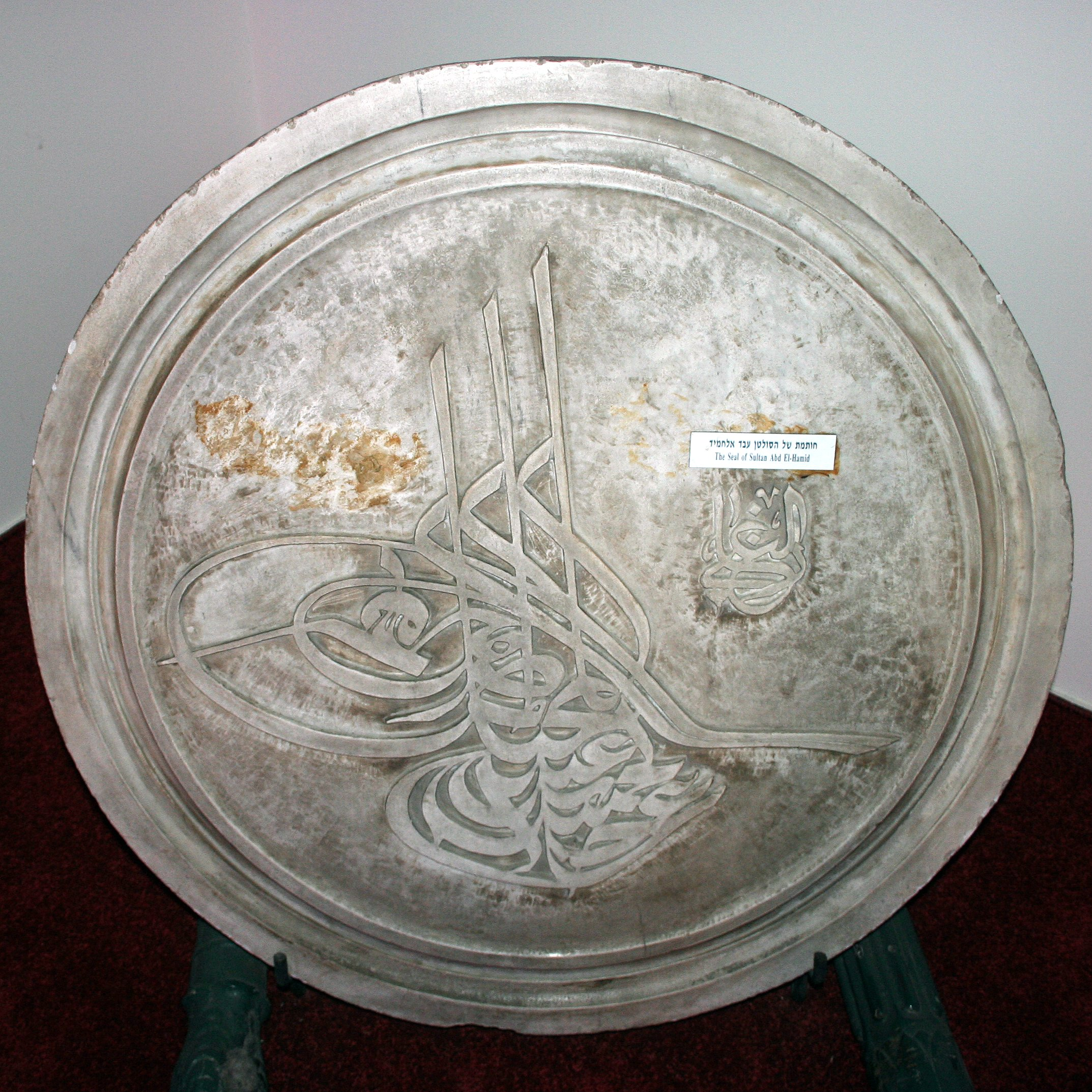
Sigillo del sultano Abdul Hamid II

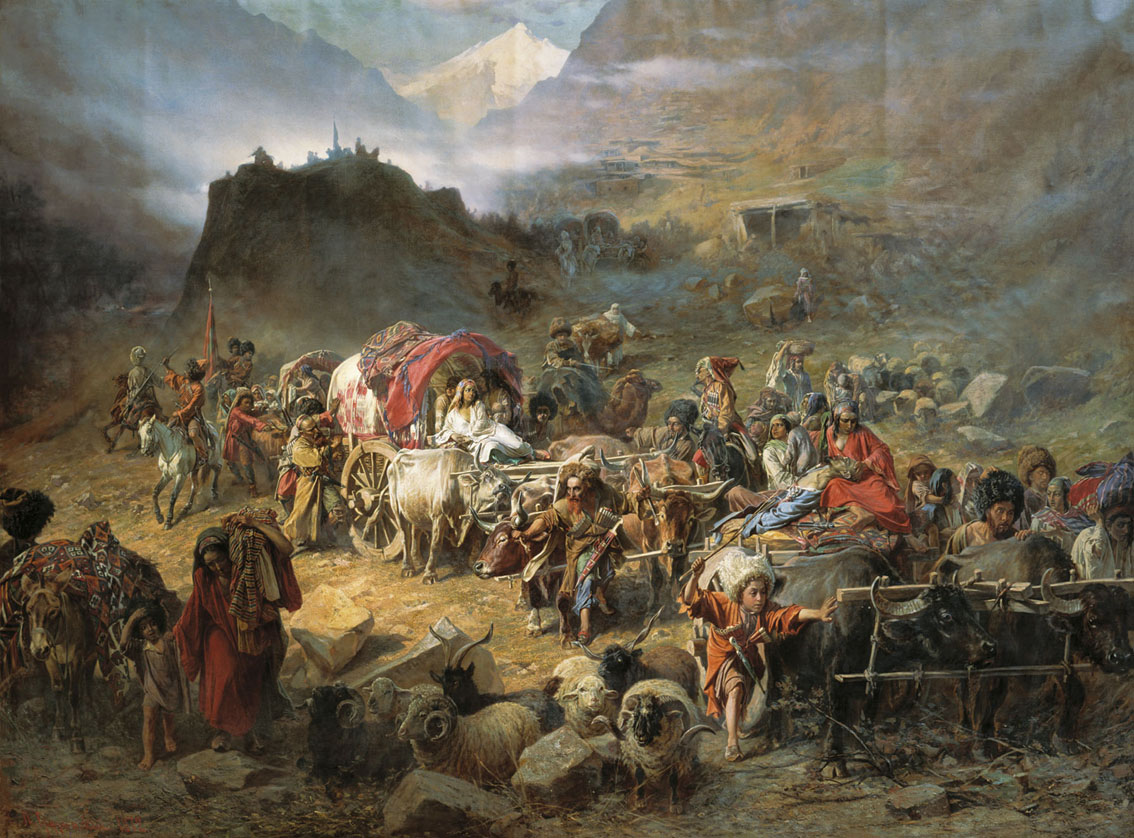
Gruppi di rifugiati musulmani circassi lasciano le loro terre d'origine a causa dell'invasione russa del Caucaso.

La peggior paura di Abdül Hamid circa la dissoluzione lenta ed inesorabile del suo impero, iniziò a verificarsi con la dichiarazione di guerra da parte dei russi il 24 aprile 1877 e con la successiva vittoria russa del febbraio del 1878. Durante lo scontro Abdül Hamid non poté contare su alcun aiuto. Il cancelliere russo, principe Gorchakov, aveva ottenuto a tutti gli effetti la neutralità austriaca con l'Accordo di Reichstadt; l'Impero britannico, sebbene temesse la predominanza russa nell'Asia meridionale, preferì non venire coinvolto nel conflitto per la brutalità con la quale erano conosciuti gli ottomani dalla soppressione della rivolta bulgara.
Il Trattato di Santo Stefano, sottoscritto tra Russia ed Impero ottomano, pose fine alla guerra, imponendo condizioni sfavorevoli per gli ottomani: l'Impero ottomano avrebbe riconosciuto l'indipendenza di Romania, Serbia e Montenegro, garantendo autonomia locale alla Bulgaria e prospettando per questi paesi nuove riforme, cedendo inoltre la Dobrugia e parti dell'Armenia alla Russia, alla quale inoltre dovette pagare un'enorme indennità di guerra.

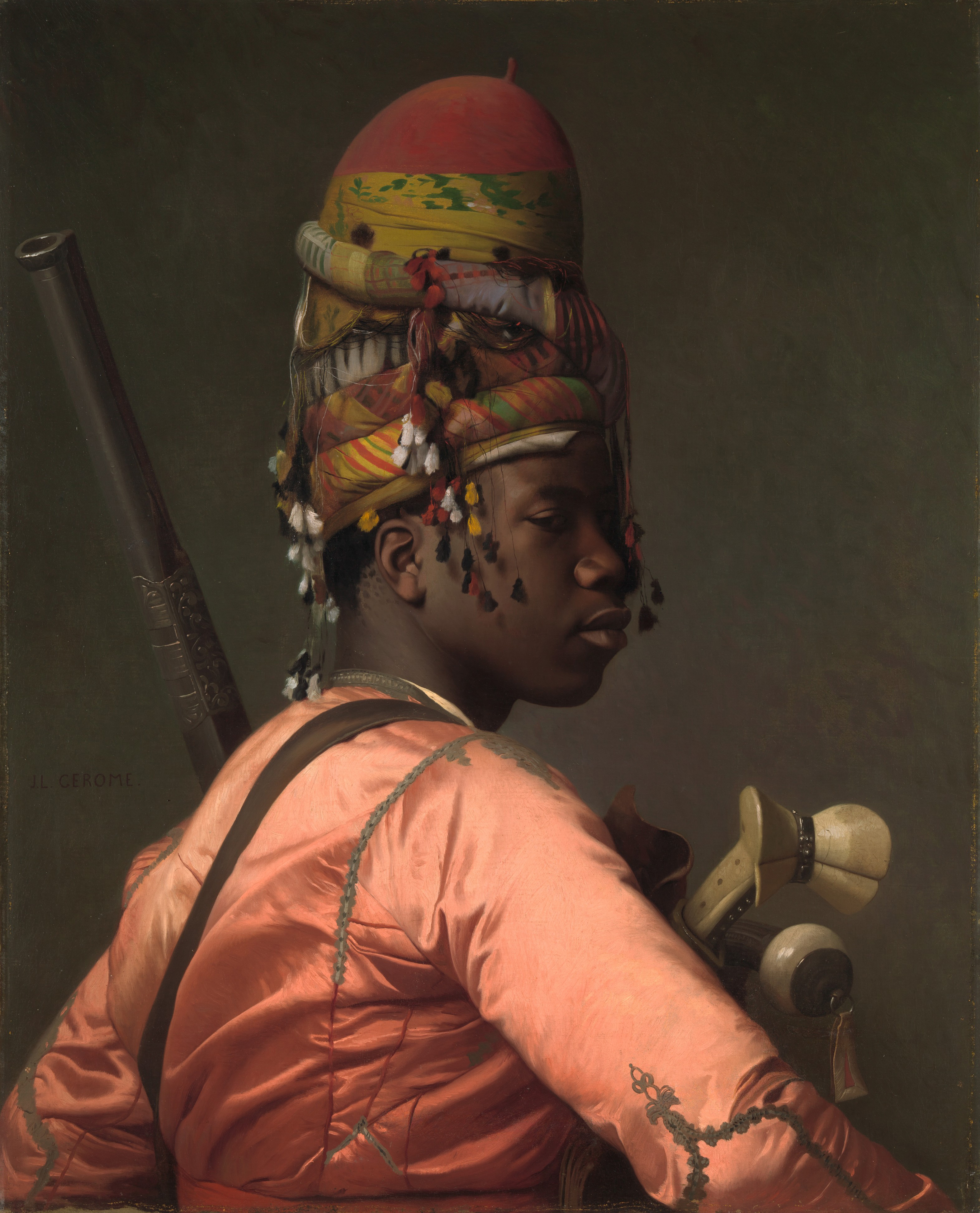
Uno dei Bashibazouk Neri in servizio all'Esercito ottomano, dipinto di Jean-Léon Gérôme, del 1869.

Dal momento che la Russia dominava difatti la politica dei nuovi stati, la sua influenza poteva dirsi di molto aumentata nell'Europa sudorientale dopo il Trattato di Santo Stefano.
Per via dell'insistenza delle Grandi Potenze (in particolare del Regno Unito), il trattato venne poi rivisto dal Congresso di Berlino di modo da ridurre i grandi vantaggi acquisiti dalla Russia. In cambio di questi favori, Cipro venne "venduta" al Regno Unito nel 1878 mentre le forze britanniche poterono facilmente occupare l'Egitto ed il Sudan nel 1882 col pretesto di "riportare l'ordine" in quelle province. Cipro, Egitto e Sudan rimasero province ottomane "sulla carta" sino al 1914, anno in cui il Regno Unito ufficialmente annetté quei territori al proprio impero come risposta all'entrata in guerra degli Ottomani al fianco delle Potenze Centrali nella prima guerra mondiale.
Problemi si riscontravano anche in Albania per la costituzione della Lega di Prizren e sul fronte greco e montenegrino. L'unione nel 1885 del Principato di Bulgaria con la Rumelia orientale fu un altro punto di decadenza dell'impero ottomano che temeva seriamente la ricostituzione di un potente stato bulgaro autonomo sul confine con i propri domini.
Creta ottenne grandi privilegi, ma questo ancora non soddisfaceva la popolazione, che aspirava all'unificazione con la Grecia. All'inizio del 1897 una spedizione greca salpò alla volta di Creta per rovesciare il governo ottomano dell'isola. Questo atto aprì la strada alla Guerra greco-turca del 1897. Alcuni mesi dopo Regno Unito, Francia e Russia ottennero la "tutela" del territorio cretese che la assegnarono poi in governo al principe Giorgio di Grecia che ne decretò la definitiva scorporamento dall'Impero ottomano.

### Il sostegno della Germania

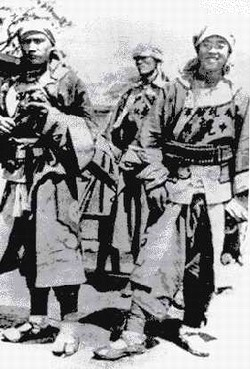
Abdül Hamid II mantenne una fitta corrispondenza con i musulmani cinesi in servizio all'esercito imperiale della dinastia Qing, al comando del generale Dong Fuxiang.

La Triplice intesa (composta da Regno Unito, Francia e Impero russo), mantenne sempre relazioni tese con l'Impero ottomano. Abdül Hamid ed i suoi consiglieri più fidati ritenevano che l'impero turco dovesse essere trattato alla stregua delle principali potenze europee. Nella visione del sultano, l'Impero ottomano era a tutti gli effetti da considerarsi "europeo", dal momento che esso aveva tra i propri sudditi sia musulmani sia cristiani. Abdül Hamid e il divan si ritenevano modernizzati, anche se spesso le loro azioni venivano ritenute bizzarre o addirittura incivili dai loro corrispettivi occidentali.
Abdül Hamid allora vedeva l'Impero tedesco come un potenziale alleato del suo governo. Il kaiser Guglielmo II venne ospitato per ben due volte da Abdül Hamid a Istanbul: la prima il 21 ottobre 1899 e la seconda nove anni più tardi, il 5 ottobre 1908 (Guglielmo II visitò una terza volta poi Istanbul il 15 ottobre 1917 come ospite di Mehmet V). Ufficiali tedeschi (come il barone von der Goltz e von Ditfurth) vennero impiegati nella riorganizzazione dell'esercito ottomano col beneplacito del sultano.
Gli ufficiali del governo tedesco vennero chiamati a risanare anche le finanze turche, consentendo ad Abdül Hamid di acquisire ulteriore potere personale privando i ministri del loro influsso politico. L'amicizia della Germania, ad ogni modo, non era disinteressata, ma venne ripagata con la connessione di tratte ferroviarie e terreni a condizioni vantaggiose. Nel 1899 il governo turco sottoscrisse il desiderio tedesco della costruzione della tratta ferroviaria Berlino-Baghdad.
Il kaiser Guglielmo di Germania richiese inoltre l'aiuto del Sultano per sedare i problemi coi musulmani riscontrati durante la Ribellione dei Boxer quando l'esercito tedesco si scontrò ripetutamente coi ristretti gruppi di musulmani cinesi nel 1900. I tedeschi, grazie alla mediazione turca, riuscirono dunque con la Spedizione Gasalee a battere le truppe musulmane cinesi nella Battaglia di Pechino. La situazione venne risolta nel 1901 quando Abdul Hamid II si accordò coi tedeschi per inviare in Cina Enver Pascià, ma la ribellione era ormai conclusa.

### La Seconda era costituzionale, 1908
L'umiliazione nazionale della situazione in Macedonia, assieme al risentimento dell'esercito contro le spie di palazzo e gli informatori, portò nuovamente l'Impero ottomano in crisi dopo l'inizio del nuovo secolo.
Nell'estate del 1908, i Giovani Turchi fecero scoppiare una rivoluzione ed Abdul Hamid II, dopo essere venuto a conoscenza del fatto che delle truppe da Salonicco stavano marciando alla volta di Istanbul (23 luglio), il giorno successivo un iradè annunciò il restauro della sospesa costituzione del 1876; il giorno dopo altri iradè abolirono lo spionaggio e la censura, ed ordinarono il rilascio dei prigionieri politici.
Il 17 dicembre successivo, Abdül Hamid aprì il parlamento turco con un discorso dal trono nel quale affermò che il primo parlamento era stato temporaneamente dissolto sin quando l'educazione del suo popolo non fosse stata portata ad un livello sufficientemente adeguato con l'estensione dell'istruzione in tutto l'impero.

### Il contraccolpo, 1909
Le nuove attitudini del sultano non lo salvarono dal sospetto di intrighi con potenti elementi reazionari dello stato, sospetto confermato nella controrivoluzione del 13 aprile 1909 nota col nome turco di 31 Mart Vakası, quando un'insurrezione di soldati riportò l'impero ad una politica conservatrice, rovesciando il gabinetto di governo. Il governo più aperto venne restaurato delle truppe dell'esercito di Salonicco, che decisero la deposizione di Abdül Hamid, e il 27 aprile successivo suo fratello Reshad Efendi venne proclamato Sultano col nome di Mehmet V.
Sotto il nuovo sultano, acclamato a gran voce dai musulmani più conservatori contro le riforme liberali dei Giovani Turchi, si ebbe un massacro di decine di migliaia di cristiani armeni della provincia di Adana.

## Ideologia e progressi

### Riforme

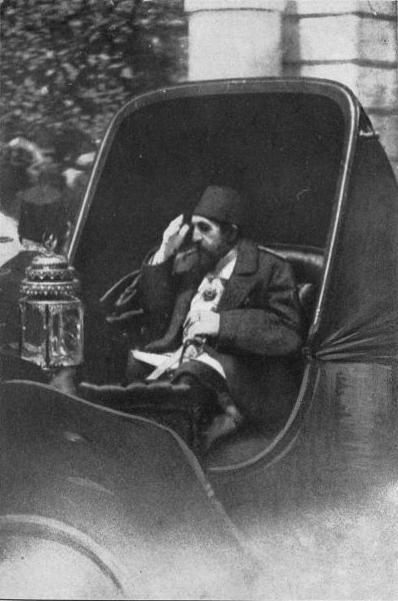
Abdül Hamid mentre saluta la folla dalla sua carrozza.

Gran parte del popolo turco si illudeva che Abdül Hamid II avesse idee liberali e molti conservatori lo vedevano dalla sua ascesa come un pericoloso riformatore. Il Sultano, per quanto autoritario nei metodi di governo, non fu un conservatore, promuovendo riforme in chiave moderna conformi a quelle del periodo delle Tanzimat. Nonostante non nutrisse simpatie per il costituzionalismo né per la democrazia, non sarebbe corretto considerarlo un retrogrado reazionario, in quanto la sua azione fu costantemente orientata alla modernità. Abdül Hamid II era un modernizzatore, anche se non un occidentalista, che guardò all'Europa come modello da cui adottare aspetti positivi.
Col proseguire degli eventi, ad ogni modo, anche il sultano si rese conto che nell'Impero ottomano era difficile ottenere nuove riforme. Il default delle finanze pubbliche, il tesoro statale vuoto, l'insurrezione della Bosnia e dell'Erzegovina, la guerra con Serbia e Montenegro ed il risentimento creatosi in Europa per la crudeltà per cui erano noti i turchi, furono tutti punti a sfavore della politica imperiale di fine Ottocento.
Il dissesto finanziario del paese, consentì al sultano di dare a potenze straniere il controllo del debito nazionale turco. In un decreto emesso nel dicembre del 1881, gran parte delle rendite dell'impero erano detenute da capitali stranieri.
Negli anni, Abdül Hamid riuscì però a ridurre i suoi ministri alla posizione di segretari, concentrando maggiormente l'amministrazione dell'Impero nelle sue mani nel Palazzo di Yıldız, ma questo non ridusse il dissenso interno. Creta si trovò costantemente in tumulto. I greci che vivevano lungo i confini dell'Impero ottomano erano insoddisfatti, così pure gli armeni per il trattamento ricevuto.
La sua personale sfiducia nei confronti degli ammiragli riformisti della marina turca (i quali erano per la maggior parte sospettati di complottare per riportare in auge la costituzione del 1876) e la successiva decisione di bloccare lo sviluppo della flotta turca (che sotto il suo predecessore Abdülaziz si era attestata come la terza al mondo per grandezza) nel Corno d'Oro causò la perdita dei territori ottomani oltremare e di molte isole del Nord Africa, nel Mar Mediterraneo e nell'Egeo.

### La questione dell'Islam
Abdül Hamid riconobbe che l'idea delle Tanzimat non avrebbe potuto portare comunque le disparate popolazioni dell'Impero sotto una comune identità come "Ottomani". Abdül Hamid tentò di formulare nuovi principi ideologici a tal proposito, sfruttando il fatto che i sultani ottomani dal 1517 erano anche califfi e pertanto egli cercò di promuovere ed enfatizzare il Califfato ottomano.
Abdül Hamid era solito resistere alle pressioni delle potenze europee sino all'ultimo, così da apparire come il campione dell'Islam contro il cristianesimo "infedele". Venne così incoraggiato il panislamismo ed i privilegi degli stranieri insediatisi nell'Impero ottomano che spesso erano visti come un ostacolo al governo effettivo, vennero ridotti notevolmente. Grazie allo strategico sviluppo delle ferrovie Istanbul-Baghdad e Istanbul-Medina, il viaggio per il Ḥajj divenne più efficiente e semplice per tutti. Emissari vennero inviati nei paesi distanti a predicare l'Islam e la supremazia del Califfo. Durante il suo periodo di governo, Abdül Hamid rifiutò l'offerta di Theodor Herzl di pagare una parte sostanziosa del debito ottomano (150 000 000 di sterline in oro) in cambio della concessione del permesso ai sionisti di insediarsi in Palestina.
L'appello di Abdül Hamid ai musulmani, ad ogni modo, non ebbe gli stessi effetti in tutte le parti del vasto Impero. In Mesopotamia e nello Yemen, le agitazioni erano endemiche; presso la sua residenza venne mantenuta attiva una vasta guarnigione e lo spionaggio era all'ordine del giorno, costringendo sempre più il Sultano a chiudersi nel suo palazzo per terrore di venire assassinato.

### La questione armena
A partire dagli anni '90 dell'Ottocento, gli Armeni iniziarono a chiedere la realizzazione delle riforme promesse loro dalla Conferenza di Berlino. Tra il 1892 ed il 1893 a Merzifon e Tokat, gruppi di armeni iniziarono a protestare pubblicamente al punto che il sultano non esitò a schiacciare queste rivolte con metodi sanguinari, probabilmente per mostrare l'intangibilità del potere del monarca, servendosi dei musulmani locali (in molti casi curdi) contro gli armeni. Tra il 1894 e il 1896 Abdül Hamid II condusse una dura campagna di repressione contro gli armeni.

Nel 1907, la Federazione Rivoluzionaria Armena, di ispirazione socialista, tentò di assassinare Abdül Hamid II piazzando una bomba sotto la sua macchina durante un'apparizione pubblica, ma il Sultano si salvò miracolosamente perché l'innesco agì prima del dovuto, uccidendo 26 persone e ferendone altre 58 (delle quali poi 4 morirono in ospedale) e distruggendo altre 17 automobili.

## Deposizione e conseguenze

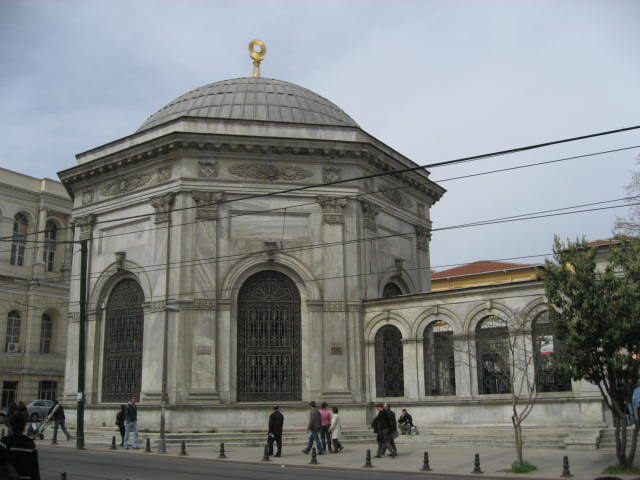
Il mausoleo (türbe) dei sultani Mahmut II, Abdülaziz e Abdül Hamid II, collocato in Divanyolu Caddesi, Istanbul.

Il Sultano deposto fu costretto all'esilio sorvegliato presso Salonicco. Nel 1912, quando Salonicco passò alla Grecia, fu portato ad Istanbul, dove trascorse i suoi ultimi anni studiando, realizzando mobili e scrivendo le sue memorie presso il Palazzo di Beylerbeyi sul Bosforo, ove morì il 10 febbraio 1918, alcuni mesi prima di suo fratello, il Sultano in carica. Fu sepolto a Istanbul, a Çemberlitaş.

### Le fotografie dell'impero
Abdül Hamid commissionò centinaia di fotografie dell'Impero. Temendo di essere assassinato, egli non era solito viaggiare (a differenza di molti altri predecessori) e le fotografie gli fornivano un'idea del suo reame. Il Sultano presentava come dono grandi album di fotografie a governi e capi di Stato, tra cui gli Stati Uniti (William Allen, "The Abdul Hamid II Collection," History of Photography eight (1984): 119–45.) e il Regno Unito (M. I. Waley and British Library, "Sultan Abdulhamid II Early Turkish Photographs in 51 Albums from the British Library on Microfiche" (Zug, Svizzera: IDC, 1987).

### La passione per la poesia

La Tughra (firma cancelleresca) di Abdül Hamid – da destra "al-Ghāzī" (il combattente incursore).

Abdül Hamid era anche un poeta, come molti altri sultani ottomani. Uno dei suoi poemi tradotto dice:
... E nessun altro è Unico

Tu sei il solo, e nient'altro

Mio Dio prendi le mie mani in questi tempi difficili

Mio Dio sii il mio aiuto in quest'ora critica»
Abdül Hamid era anche un grande appassionato delle opere il cui protagonista era Sherlock Holmes.

## Famiglia
Abdülhamid II ebbe numerosi consorti, ma a nessuna consentì, per sua esplicita volontà, di avere influenza politica, come non lo consentì alla sua madre adottiva, Rahime Perestu Sultan, per la quale pure aveva massimo rispetto, e agli altri membri femminili della sua famiglia, anche se alcune ebbero comunque un certo grado di potere in privato o nella vita quotidiana dell'harem. Questo perché Abdülhamid era convinto che il regno dei suoi predecessori, in particolare quelli di suo zio Abdülaziz e suo padre Abdülmecid I, fossero stati rovinati dall'eccessiva intromissione delle donne della famiglia imperiale negli affari di stato. L'unica parziale eccezione fu Cemile Sultan, sua sorellastra e sorella adottiva.

### Consorti
Abdülhamid II aveva almeno ventitré consorti:
- Nazikeda Kadın (1848 - 11 aprile 1895). BaşKadin (Prima Consorte). Era una principessa abcasa, nata Mediha Hanim e cresciuta nel palazzo di Cemile Sultan. Morì precocemente dopo anni di profonda depressione, dovuti alla tragica morte della sua unica figlia. Da lei ebbe la figlia maggiore.
- Safinaz Nurefsun Kadın (1850 - 1915). Il suo vero nome era Ayşe ed era la sorella minore dell'ultima consorte di Abdülmecid I, Yıldız Hanım. Quando Yıldız Hanım sposò Abdülmecid, Ayşe fu mandata a servizio di Şehzade Abdülaziz, dove prese nome Safinaz. Secondo Harun Açba, Abdülaziz era affascinato dalla sua bellezza e voleva sposarla, ma lei rifiutò perché era innamorata di Şehzade Abdülhamid (futuro Abdülhamid II). Il sentimento era reciproco e il giovane principe chiese l'aiuto della madre adottiva Rahime Perestu Kadin. Lei disse ad Abdülaziz che Safinaz era malata e che aveva bisogno di un cambio d'aria; in seguito, Abdülaziz fu informato della sua morte. Abdülhamid sposò quindi Safinaz, ribattezzata Nurefsun, in segreto, nell'ottobre 1868. Tuttavia, lei non riuscì abituarsi alla vita nell'harem e voleva essere l'unica consorte di Abdülhamid. Chiese quindi il divorzio, che le fu concesso nel 1879. Non ebbe figli da Abdülhamid II, ma dopo il divorzio si risposò ed ebbe un figlio.
- Bedrifelek Kadın (4 gennaio 1851 - 8 febbraio 1930). Principessa circassa rifugiata a Istanbul quando la Russia invase il Caucaso. Diresse l'harem di Abdülhamid II quando Rahime Perestu Sultan morì. Lasciò Abdülhamid quando venne deposto, forse delusa dal fatto che loro figlio non fosse stato scelto come successore. Da lei ebbe due figli e una figlia.
- Bidar Kadın (5 maggio 1855 - 13 gennaio 1918). Principessa kabardiana, era considerata la più bella e affascinante fra le consorti di Abdülhamid II. Da lei ebbe un figlio e una figlia.
- Dilpesend Kadın (16 gennaio 1865 - 17 giugno 1901). Georgiana, venne educata da Tiryal Hanim, ultima consorte di Mahmud II, nonno di Abdülhamid II. Da lei ebbe due figlie.
- Mezidemestan Kadın (3 marzo 1869 - 21 gennaio 1909). Nata Kadriye Kamile Merve Hanim, era la zia di Emine Nazikeda Kadın, futura consorte di Mehmed VI. Era amata da tutti, comprese le altre consorti e i figliastri. Era la più influente delle consorti, ma non abusò mai del suo potere. Da lei ebbe un figlio, il suo prediletto.
- Emsalinur Kadın (1866 - 1952). Entrò a Palazzo con la sorella Tesrid Hanım, che divenne consorte di Şehzade Ibrahim Tevfik, ed era molto bella. Non seguì Abdülhamid II in esilio e morì in povertà. Da lei ebbe una figlia.
- Destizer Müşfika Kadın (1872 - 18 luglio 1961). Era abcasa, nata Ayşe Hanim. Crebbe con la sorella sotto la tutela di Pertevniyal Sultan, madre del sultano Abdülaziz, zio di Abdülhamid II. Seguì Abdülhamid in esilio e fu con lui fino alla morte, tanto che si dice che il sultano morì fra le sue braccia. Da lei ebbe una figlia.
- Sazkar Hanım (8 maggio 1873 - 1945). Era una nobile abcasa, nata Fatma Zekiye Hanım. Fu tra le consorti che seguirono Abdülhamid II in esilio, e in seguito lasciò la Turchia con sua figlia. Da lei ebbe una figlia.
- Peyveste Hanım (8 maggio 1873 - 1943). Principessa abcasa, nata Hatice Rabia Hanim e zia di Leyla Açba, prima servì Nazikeda Kadın con le sorelle e poi divenne tesoriera dell'harem. Era molto rispettata. Seguì il marito in esilio e poi il figlio. Da lei ebbe un figlio.
- Pesend Hanım (13 febbraio 1876 - 5 novembre 1924). Nacque come Fatma Kadriye Hanim, della famiglia dei principi abcasi Açba. Era fra le consorti favorite, nota per la sua gentilezza, carità e tolleranza. Fu fra le consorti che rimasero con Abdülhamid II fino alla fine e, alla sua morte, si tagliò i capelli e li gettò in mare in segno di lutto. Da lei ebbe una figlia.
- Behice Hanım (10 ottobre 1882 - 22 ottobre 1969). Era cugina di Sazkar Hanım e il suo vero nome era Behiye Hanim. Arrogante e orgogliosa, inizialmente doveva sposare Şehzade Mehmed Burhaneddin, figlio di Abdülhamid II, ma alla fine il sultano decise di sposarla lui stesso, contro la volontà della stessa Behice. Da lei ebbe due figli gemelli.
- Saliha Naciye Kadın (1887 - 1923). Nata Zeliha Hanım e nota anche come Atike Naciye Kadın. Nota per la sua gentilezza e modestia, era la favorita di Abdülhamid II fu fra le consorti che rimasero con lui fino alla fine. Da lei ebbe un figlio e una figlia.
- Dürdane Hanım (1869 - gennaio 1957).
- Calibös Hanım (1890 - 1955).
- Simperver Nazlıyar Hanım.
- Bergüzar Hanım.
- Levandit Hanım.
- Ebru Hanım.
- Sermelek Hanım.
- Gevherriz Hanım.
- Mihrimend Zelide Hanım (? - 1946).
- Nevcedid Hanım.

### Figli
Abdülhamid II aveva almeno otto figli:
- Şehzade Mehmed Selim (11 gennaio 1970 - 5 maggio 1937) - con Bedrifelek Kadın. Non andava d'accordo col padre. Aveva otto consorti, due figli e una figlia.
- Şehzade Mehmed Abdülkadir (16 gennaio 1878 - 16 marzo 1944) - con Bidar Kadın. Aveva sette consorti, cinque figli e due figlie.
- Şehzade Ahmed Nuri (12 febbraio 1878 - 7 agosto 1944) - con Bedrifelek Kadın. Ebbe una consorte ma nessun figlio.
- Şehzade Mehmed Burhaneddin (19 dicembre 1885 - 15 giugno 1949) - con Mezidemestan Kadın. Ebbe quattro consorti e due figli.
- Şehzade Abdürrahim Hayri (15 agosto 1894 - 1 gennaio 1952) - con Peyveste Hanım. Ebbe due consorti, un figlio e una figlia.
- Şehzade Ahmed Nureddin (22 giugno 1901 - dicembre 1944) - con Behice Hanım. Gemello di Şehzade Mehmed Bedreddin. Ebbe una consorte e un figlio.
- Şehzade Mehmed Bedreddin (22 giugno 1901 - 13 ottobre 1903) - con Behice Hanım. Gemello di Şehzade Ahmed Nureddin. Nato al Palazzo di Yıldız. Morì di meningite e venne sepolto nel cimitero Yahya Efendi.
- Şehzade Mehmed Abid (17 maggio 1905 - 8 dicembre 1973) - con Saliha Naciye Kadın. Ebbe due consorti ma nessun figlio.

### Figlie
Abdülhamid II aveva almeno tredici figlie:
- Ulviye Sultan (1868 - 5 ottobre 1875) - con Nazikeda Kadın. Nata a Palazzo Dolmabahçe, morì a sette anni in modo estremamente tragico: mentre sua madre suonava il pianoforte e le serve erano state congedate per il pasto, Ulviye Sultan iniziò a giocare con dei fiammiferi. Il suo vestitino prese fuoco e la cintura d'oro l'ha intrappolata al suo interno, anche se sua madre si è bruciata le mani cercando di sganciarla. In preda al panico, Nazikeda prese in braccio la bambina e corse giù per le scale, gridando aiuto, ma il movimento alimentò le fiamme e Ulviye Sultan morì arsa viva, lasciando sua madre gravemente ustionata e nella disperazione totale, da cui non si riprese mai. Fu sepolta nella Yeni Cami.
- Zekiye Sultan (12 gennaio 1872 - 13 luglio 1950) - con Bedrifelek Kadın. Si sposò una volta ed ebbe due figlie. Era fra le figlie favorite di Abdülhamid II.
- Fatma Naime Sultan (5 settembre 1876 - 1945) - con Bidar Kadın. Figlia prediletta di Abdülhamid II, che la chiamava la sua "figlia dell'ascesa", perché era nata vicino alla data della sua salita al trono. Si sposò due volte ed ebbe un figlio e una figlia. Nel 1904 fu coinvolta in uno scandalo quando scoprì che il suo primo marito la tradiva con sua cugina Hatice Sultan, figlia di Murad V.
- Naile Sultan (9 febbraio 1884 - 25 ottobre 1957) - con Dilpesend Kadın. Si sposò una volta, senza figli.
- Seniye Sultan (1884 - 1884) - maternità sconosciuta. Morta neonata.
- Seniha Sultan (1885 - 1885) - con Dilpesend Kadın. Morta a cinque mesi.
- Şadiye Sultan (30 novembre 1886 - 20 novembre 1977) - con Emsalinur Kadın. Si sposò due volte ed ebbe una figlia.
- Hamide Ayşe Sultan (15 novembre 1887 - 10 agosto 1960) - con Müşfika Kadın. Si sposò due volte ed ebbe tre figli e una figlia.
- Refia Sultan (15 giugno 1891 - 1938) - con Sazkar Hanım. Si sposò una volta ed ebbe due figlie.
- Hatice Sultan (10 luglio 1897 - 14 febbraio 1898) - con Pesend Hanım. Morì di vaiolo, sepolta nel cimitero Yahya Efendi.
- Aliye Sultan (1900 - 1900) - maternità sconosciuta. Morta pochi giorni dopo la nascita.
- Cemile Sultan (1900 - 1900) - maternità sconosciuta. Morta pochi giorni dopo la nascita.
- Samiye Sultan (16 gennaio 1908 - 24 gennaio 1909) - con Saliha Naciye Kadın. Morì di polmonite, sepolta nel mausoleo Şehzade Ahmed Kemaleddin nel cimitero Yahya Efendi.